# Beverino
Beverino (Bevein in ligure e nella variante locale) è un comune italiano sparso di 2 266 abitanti della provincia della Spezia in Liguria. La sede comunale è situata nella frazione di Padivarma.

## Origine del nome
Il toponimo potrebbe corrispondere a "Beubronne", ovvero Bebronna, una divinità degli antichi Liguri.
Altra ipotesi vede la discendenza del toponimo da bibulinum, aggettivo sostantivato formato con il suffisso -ino da *bibula, riconducibile al latino bibere, bere, riferito a località ove si abbeveravano le greggi o ricche di acqua sorgiva.

## Geografia fisica
Il comune sparso di Beverino è situato nelle media e bassa val di Vara e il nucleo principale storico, Beverino Castello, è posizionato a 215 m s.l.m. e alla confluenza del torrente Graveglia nel fiume Vara.
Parte del territorio comunale di Beverino è compreso nel Parco naturale regionale di Montemarcello-Magra-Vara.

## Storia

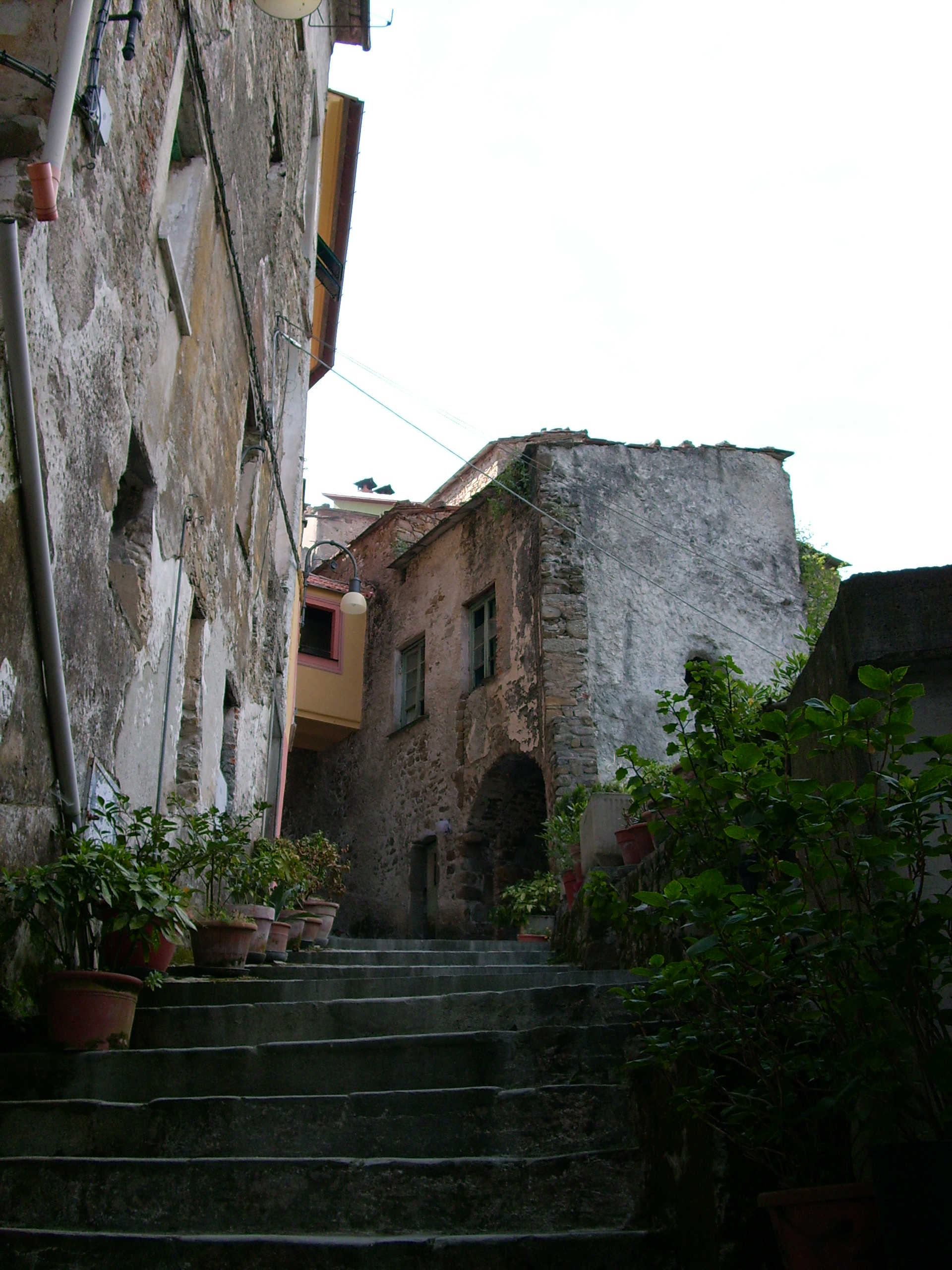
Scorcio del borgo di Beverino Castello

Il borgo è stato un antico possedimento degli Estensi e concesso in feudo ai signori della vicina Vezzano Ligure. 
Il territorio feudale di Beverino fu aspramente conteso, tra l'XI e il XIII secolo, dalla famiglia Malaspina e dal potere vescovile della diocesi di Luni.
Nel 1247 la comunità beverinese si costituì in libero Comune, entrando a far parte della Repubblica di Genova dal 1274 conservando i propri statuti locali. La repubblica genovese la eresse al titolo di podesteria nel 1276. Le due frazioni di Corvara e Padivarma seguirono invece differenti vicissitudini storiche.
Corvara fu dominio dei signori di Carpena e Ponzone che nel 1211 cedettero il feudo a Genova, la quale la eresse a podesteria sette anni dopo (1218). Padivarma, già possesso del vescovo di Luni, divenne parte integrante della Repubblica dal 1274 assieme a Beverino.
Con la nuova dominazione francese di Napoleone Bonaparte tutto il territorio beverinese rientrò dal 2 dicembre 1797 nel Dipartimento del Golfo di Venere, con capoluogo La Spezia, all'interno della Repubblica Ligure. Dal 28 aprile 1798 Beverino rientrò nel V cantone, come capoluogo, della Giurisdizione di Golfo di Venere. Dal 1803 fu centro principale del III cantone del Golfo di Venere nella Giurisdizione del Golfo di Venere e, con l'annessione nel Primo Impero francese, dal 13 giugno 1805 al 1814 inserito nel Dipartimento degli Appennini.
Nel 1815 fu inglobato nella provincia di Levante del Regno di Sardegna, così come stabilì il Congresso di Vienna del 1814, e successivamente nel Regno d'Italia dal 1861. Dal 1859 al 1927 il territorio fu compreso nel I mandamento di Spezia del circondario di Levante facente parte della provincia di Genova prima e, con l'istituzione nel 1923, della provincia della Spezia poi.
Subisce infine gli ultimi aggiustamenti e assestamenti del territorio comunale nel 1929 con l'aggregazione della frazione di Cavanella dal comune di Rocchetta di Vara.
Dal 1973 al 31 dicembre 2008 ha fatto parte della Comunità montana della Media e Bassa Val di Vara e, con le nuove disposizioni della Legge Regionale n° 24 del 4 luglio 2008, ha fatto parte fino al 2011 della Comunità montana Val di Vara.
Il 25 ottobre 2011 una violenta perturbazione ha colpito il levante ligure (bassa e media val di Vara, val di Magra e Cinque Terre) e la Lunigiana (provincia di Massa-Carrara) con esondazioni, danni, vittime e dispersi in diverse località del territorio ligure e toscano. Tra i comuni più colpiti c'è anche Beverino e frazioni dove le precipitazioni intense hanno provocato danni alle abitazioni, alle attività commerciali e ai collegamenti stradali.

### Simboli
Stemma
Gonfalone
Lo stemma e il gonfalone sono stati concessi con DPR del 24 dicembre 1973.

## Monumenti e luoghi d'interesse

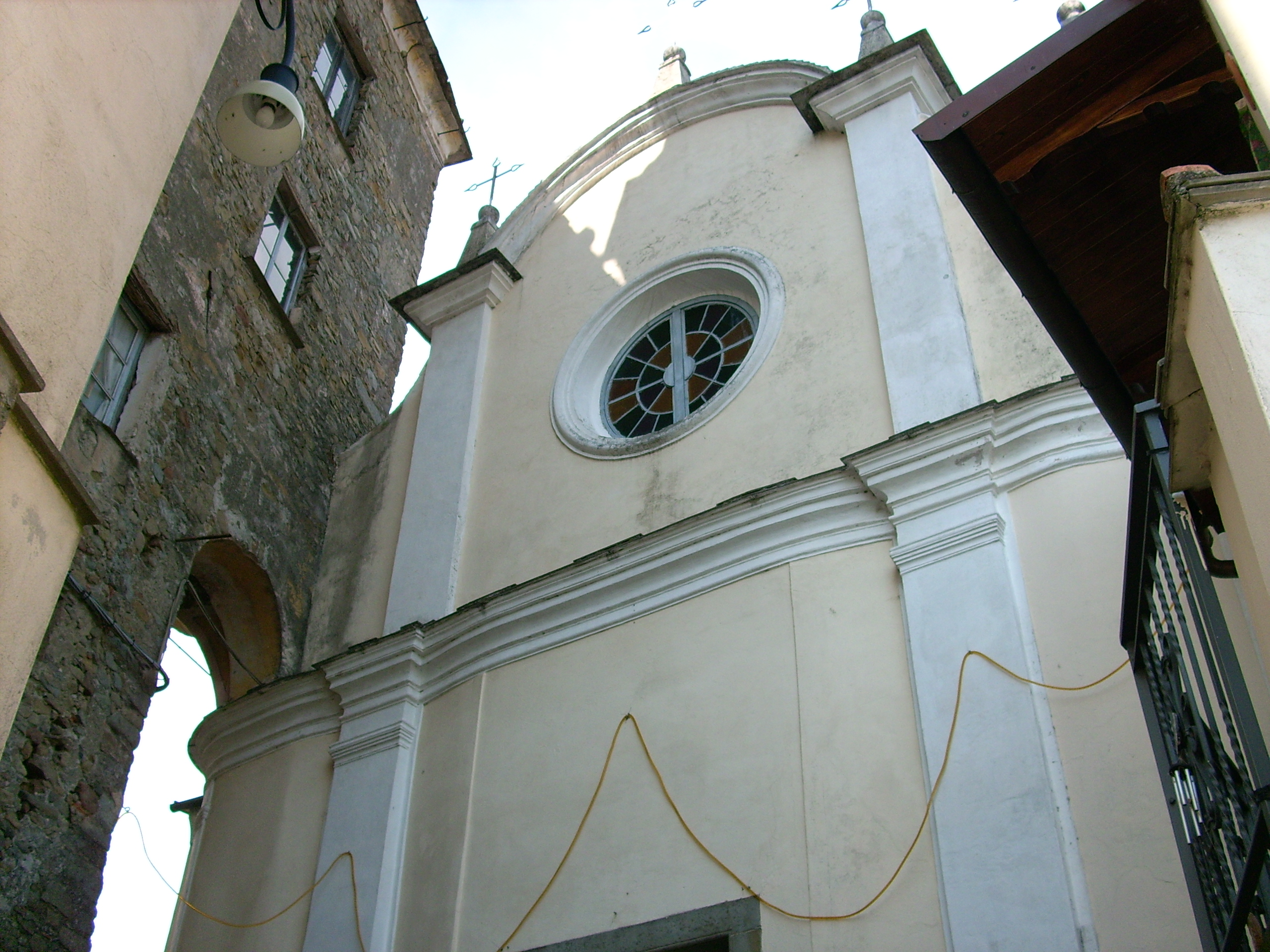
La chiesa parrocchiale di Santa Croce a Beverino Castello

### Architetture religiose
- Chiesa parrocchiale di Santa Croce nella frazione di Beverino Castello. Edificata in stile romanico fu ricavata da una precedente struttura; restaurata nel corso del XVII secolo al suo interno sono presenti decorazioni in stile barocco.
- Chiesa dei Santi Cornelio e Cipriano, sussidiaria della comunità parrocchiale di Santa Croce di Beverino Castello. il 2 settembre 2018 un fulmine ha distrutto la parte alta del campanile della Chiesa di San Cipriano[15][16].
- Chiesa parrocchiale di Santa Maria Assunta nella frazione di Bracelli. Forse risalente al 1614[17] così come attesta un'iscrizione sopra la porta d'accesso alla sagrestia - anche se è probabile che il primo edificio della parrocchiale sia stato edificato in epoche antecedenti - conserva un marmoreo busto della Madonna datato al 1625[17]; gli affreschi e le decorazioni pittoriche sono state seguite nel 1871 dal pittore Cesare Agretti[17].
- Vecchia chiesa di San Maurizio nella frazione di Bracelli. Risalente nella sua prima forma al VII secolo[18], nella quale sono visibili i resti degli affreschi interni originali, nonostante l'edificio, voluto dai nobili Ravaschieri, sia chiuso e non accessibile per motivi di sicurezza.
- Oratorio di Santa Croce nella frazione di Bracelli. L'edificio originario è risalente al XIII secolo[18] anche se subì, come attesta la data sull'architrave dell'ingresso, un rifacimento nel 1727[18].
- Chiesa parrocchiale di San Remigio Vescovo nella frazione di Castiglione Vara. L'edificio fu eretto nel XVI secolo[19] ed in un'epoca successiva, non ben precisata, le fu aggiunta una navata[19].
- Chiesa di Sant'Anna nella frazione di Castiglione Vara, edificata sulle fondamenta del medievale castello.
- Chiesa parrocchiale di San Martino Vescovo nella frazione di Cavanella Vara. La chiesa fu edificata sui ruderi del castello di Cavanella, quest'ultimo eretto nel borgo nel 1508.
- Chiesa parrocchiale di San Michele Arcangelo nella frazione di Corvara. Fu edificata, così come si apprende da una lapide nel prospetto, dal 10 marzo del 1300. L'attuale struttura è frutto del successivo ampliamento del XVIII secolo.
- Santuario della Madonna del Trezzo nella frazione di Corvara, località di Trezzo. Risalente al XVI secolo è ubicato lungo un crocevia di strade. All'interno, ad unica navata, è conservato sull'altare maggiore un dipinto raffigurante la Madonna col Bambino in trono e le sante Lucia ed Apollonia risalente al 1586.
- Chiesa parrocchiale di San Lorenzo martire con la lunetta del XII secolo nella frazione di Padivarma, località di Oltre Vara. Sono inoltre visibili i resti delle antiche fondamenta della struttura medievale. All'interno sono conservati un bassorilievo risalente al VII o VIII secolo raffigurante il santo titolare della chiesa.

### Architetture civili

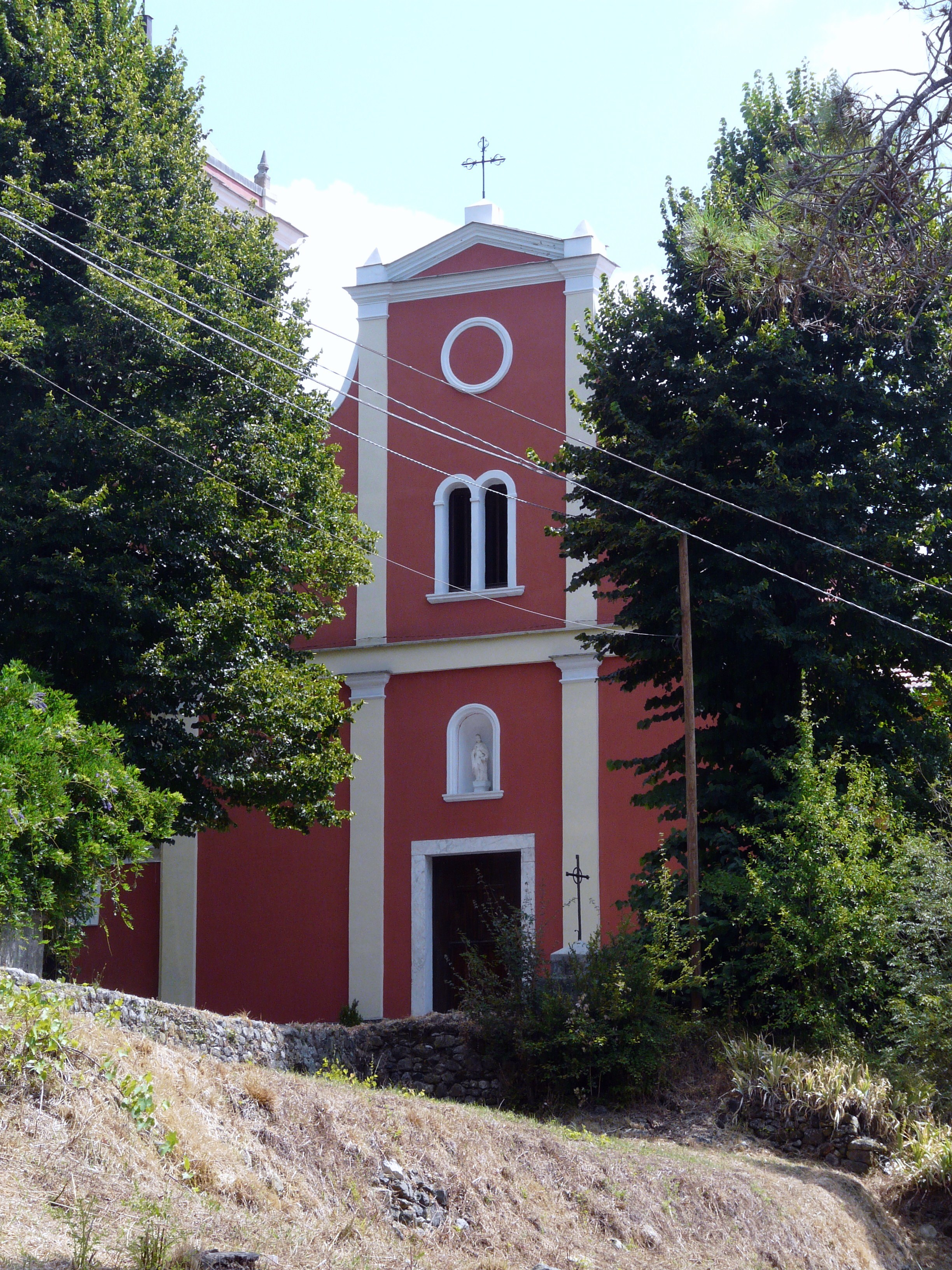
La chiesa di San Martino nella frazione di Cavanella Vara

- Palazzo della famiglia locale Roy nella frazione di Bracelli.
- Ruderi del palazzo, risalente al XV secolo, dei nobili Ravaschieri[17] nella frazione di Bracelli.
- Villa Costa. Residenza di campagna del poeta Lorenzo Costa, è stata dichiarata monumento di interesse storico artistico e sottoposto a tutela, dal 1998[20], da parte del Ministero dei beni e delle attività culturali e del turismo. L'edificio è in restauro conservativo dal 2004[20].
- Palazzo municipale nella frazione capoluogo di Padivarma, edificato negli anni trenta del Novecento.
- Acquedotto romano e bassorilievi a Corvara
- Fontana del Papa, sita lungo la strada che congiunge Beverino con la frazione di Padivarma, ove l'11 luglio 1809 papa Pio VII si fermò a bere, lungo il tragitto che lo avrebbe condotto, come prigioniero di Napoleone, da Firenze a Savona.[21]

### Architetture militari
- Castello di Beverino. Nel nucleo di Beverino Castello vi era la presenza di un castello che, secondo le fonti storiche, fu volutamente distrutto dalla Repubblica di Genova per motivi strategici[22].
- Castello di Bracelli. Edificato nel XII secolo[17] e venduto nel 1251 da Nicolò Fieschi alla Repubblica di Genova[17], è considerato uno dei più antichi e robusti presenti in val di Vara[18]. La postazione difensiva era dotata di ottimi sistemi difensivi, costituito dalla presenza di ben sette porte[18] che via via raggiungevano la sommità del paese dove si ergeva il maniero; gli archi delle suddette porte sono tuttora visibili e perfettamente conservati.
- Castello di Castiglione Vara. Già citato nel XIII secolo, il castello e il suo castellano (Bernabò) sono documentati nel 1321 dal vescovo di Luni quale interlocutore in merito ai dissidi nati tra la diocesi lunense e i cittadini di Sarzana per alcuni beni del vescovo. In seguito abbandonato e forse in rovina, dalle fondamenta del castello sorse l'attuale chiesa di Sant'Anna.
- Nella frazione di Corvara, oltre alla porta di accesso del borgo, erano presenti i ruderi dell'antico castello ove è prevista la sistemazione della zona a salvaguardia delle poche tracce del maniero originale.

## Società

### Evoluzione demografica

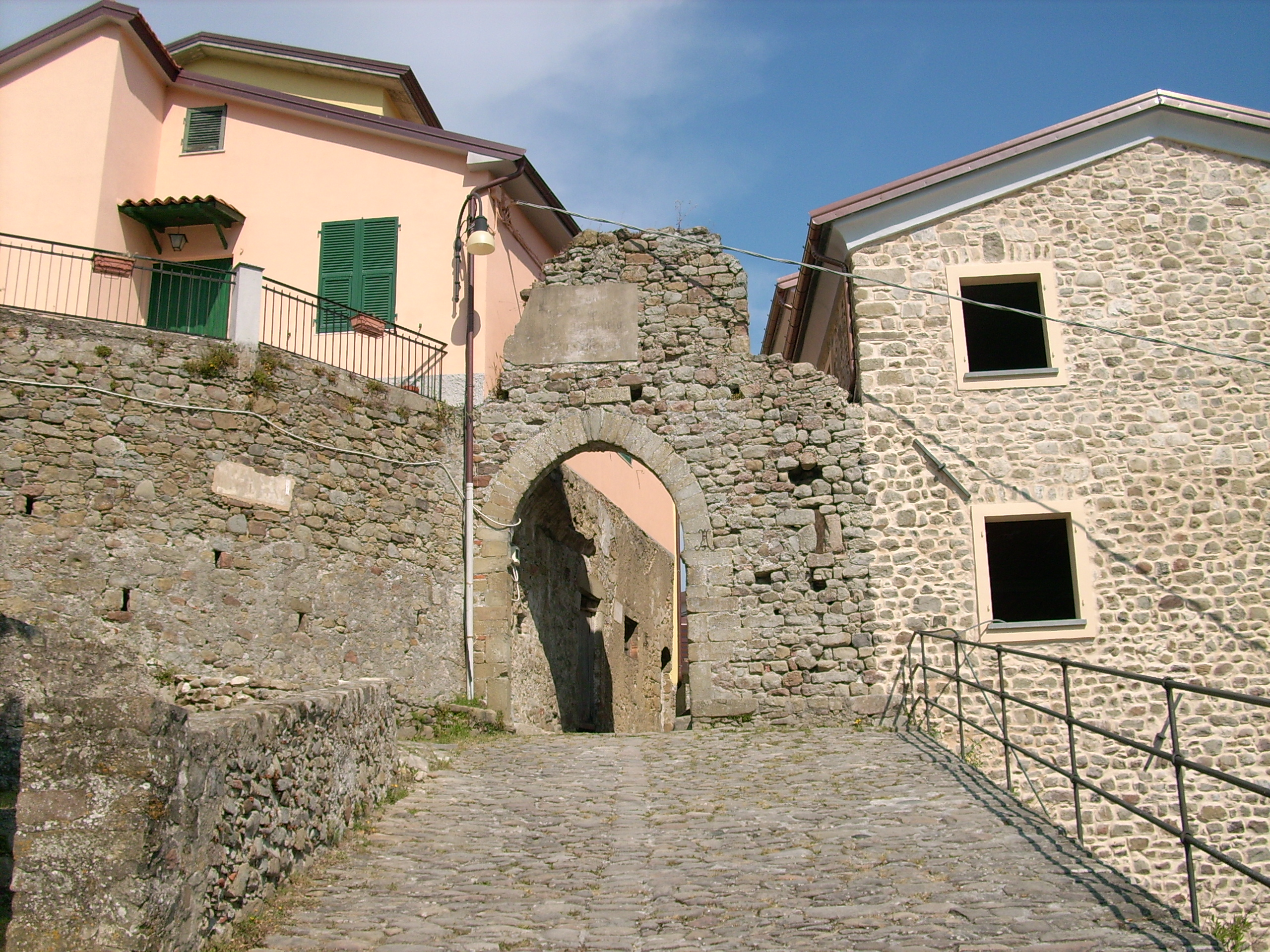
La porta d'accesso al borgo di Beverino Castello

Abitanti censiti

### Etnie e minoranze straniere
Secondo i dati Istat al 31 dicembre 2019, i cittadini stranieri residenti a Beverino sono 73, così suddivisi per nazionalità, elencando per le presenze più significative:
1. Romania, 26

## Geografia antropica
Il comune è costituito dalle sei frazioni di Beverino Castello (e le località di Arzagiola, Canevolivo, Madonna di Sanna, Montale, Piano, Santa Martina, Scortica e Vetrale), Bracelli (Memola), Castiglione Vara (Gambella e San Remigio), Cavanella Vara, Corvara (Bertogna, Pian di Barca e Trezzo) e la sede comunale di Padivarma (Oltre Vara, Case Lodola e Stagnedo) per un totale di 34,95 km2.
Confina a nord con i comuni di Pignone, Borghetto di Vara e Rocchetta di Vara, a sud con Riccò del Golfo di Spezia e Follo, ad ovest con Vernazza e Pignone e ad est con Calice al Cornoviglio e Follo.

## Economia
Nel territorio sviluppata è l'attività della viticoltura, appartenente alla zona di produzione delle uve destinate alla produzione dei vini a denominazione di origine controllata "Colli di Luni".

## Infrastrutture e trasporti

### Strade
Padivarma, sede comunale, è situata lungo la strada statale 1 Via Aurelia che gli permette il collegamento stradale con Borghetto di Vara e Brugnato, a nord, e Riccò del Golfo di Spezia a sud; la frazione capoluogo di Beverino è situata lungo la strada provinciale 18 della Val Graveglia. Ulteriori collegamenti viari del territorio sono la provinciale 10 della Val di Vara e la provinciale 17.

### Mobilità urbana
Dai comuni di La Spezia e Riccò del Golfo di Spezia un servizio di trasporto pubblico locale gestito dall'ATC garantisce quotidiani collegamenti bus con Beverino e per le altre località del territorio comunale.

## Amministrazione

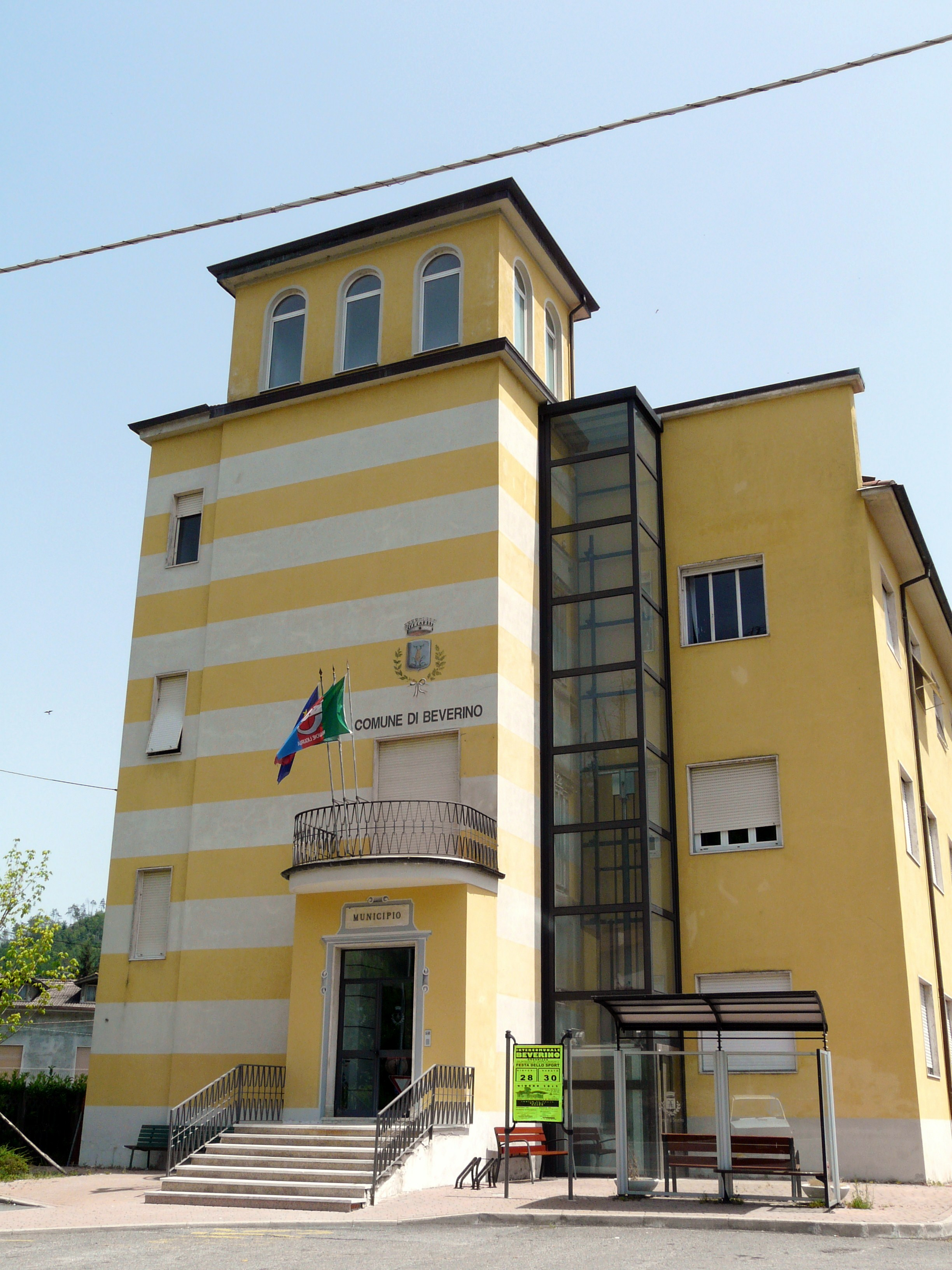
Il municipio nella frazione capoluogo di Padivarma

| Periodo         | Periodo         | Primo cittadino   | Partito                                          | Carica      | Note   |
| --------------- | --------------- | ----------------- | ------------------------------------------------ | ----------- | ------ |
| 30 maggio 1985  | 29 giugno 1990  | Giuliano Pagani   | Democrazia Cristiana                             | Sindaco     |        |
| 6 luglio 1990   | 19 gennaio 1993 | Sandro Pietrobono | Democrazia Cristiana                             | Sindaco     | [ 27 ] |
| 4 febbraio 1993 | 24 aprile 1995  | Sergio Morelli    | Indipendente                                     | Sindaco     |        |
| 24 aprile 1995  | 14 giugno 1999  | Sandro Pietrobono | lista civica di centro-sinistra                  | Sindaco     |        |
| 14 giugno 1999  | 14 giugno 2004  | Sandro Pietrobono | lista civica di centro-sinistra                  | Sindaco     |        |
| 14 giugno 2004  | 8 giugno 2009   | Andrea Costa      | lista civica di centro-destra                    | Sindaco     |        |
| 8 giugno 2009   | 13 giugno 2014  | Andrea Costa      | Forza Italia                                     | Sindaco     |        |
| 13 giugno 2014  | 22 giugno 2015  | Andrea Costa      | Per Beverino (lista civica di centro-destra)     | Sindaco     | [ 28 ] |
| 22 giugno 2015  | 6 giugno 2016   | Marco Cosini      | Per Beverino (lista civica di centro-destra)     | Vicesindaco | [ 29 ] |
| 6 giugno 2016   | 4 ottobre 2021  | Massimo Rossi     | Per Beverino (lista civica di centro-destra)     | Sindaco     |        |
| 4 ottobre 2021  | in carica       | Marco Cosini      | Noi con Beverino (lista civica di centro-destra) | Sindaco     | [ 30 ] |

## Sport
- A.P.D. Intercomunale Beverino, militante nel campionato di Promozione.

## Note

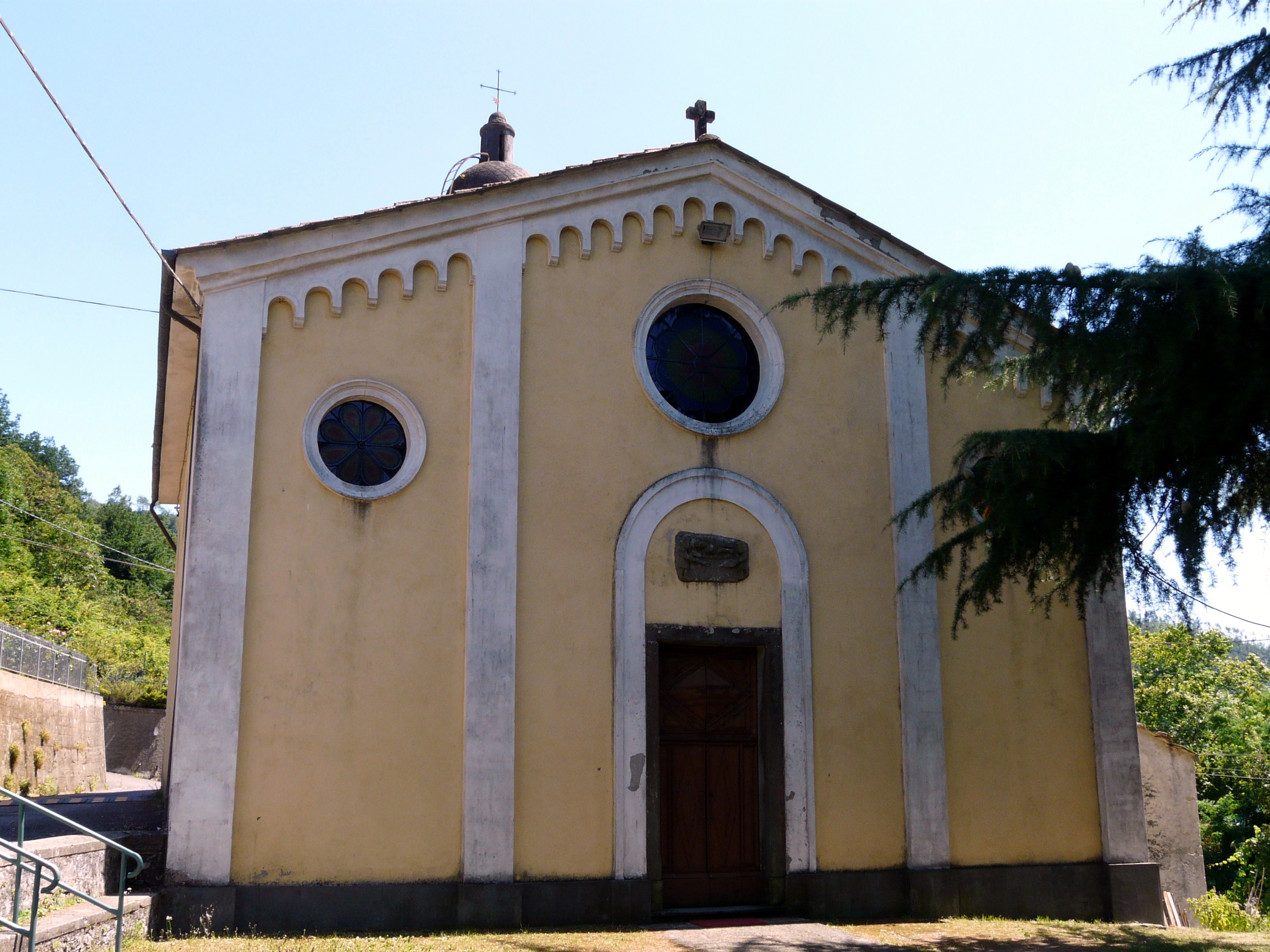
La chiesa parrocchiale di San Lorenzo nella località di Oltre Vara (Padivarma)